# Мессьє 38
Мессьє 38 (також відоме як М38 та NGC 1912) є розсіяним скупченням в сузір'ї Візничого.

## Історія відкриття
Скупчення було відкрито Джованні Баттіста Годіерна до 1654 року.
Незалежно від цього воно було знайдено Ле Жентилем в 1749 році.

## Цікаві характеристики
M38 знаходиться на відстані 4200 світлових років від Землі.

## Спостереження

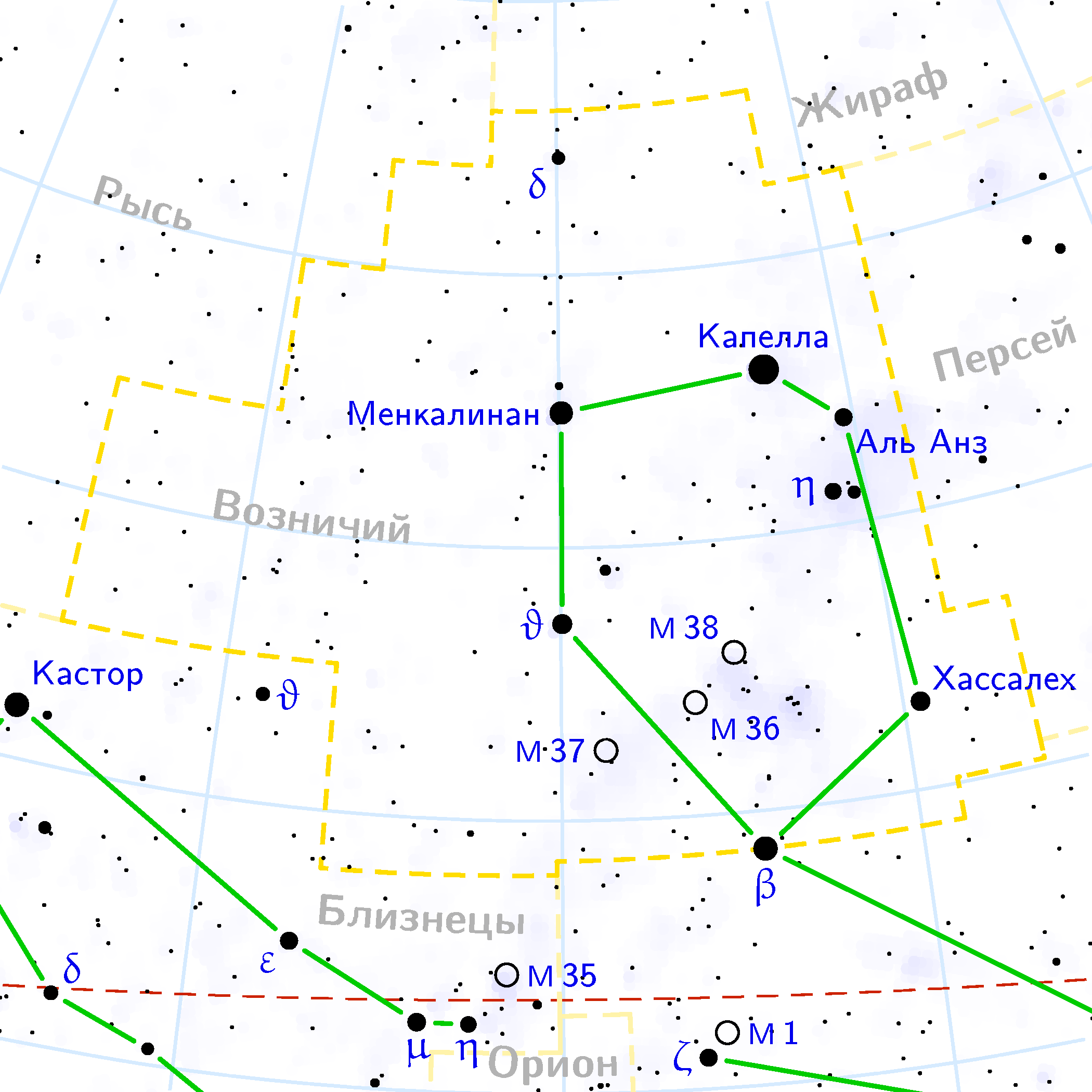
Розсіяне скупчення M38 в сузір'ї Візничого

М38 найменш яскраве з трьох знаменитих розсіяних скупчень Візничого. Воно як і все сузір'я доступно для спостережень з осені до весни. У бінокль його неважко знайти на середині відрізка θ-ι Візничого. У телескоп помірної (100—127 мм) апертури скупчення розкладається на кілька десятків білих і жовтуватих зірок зібраних у фігуру яка нагадує слід птиці, романтичні натури називають це скупчення «Слід Динозавра».
На південь від М38 (приблизно на пів градуса) можна знайти більш компактне і неяскраве скупчення зірок NGC 1907

## Компоненти
| Назва             | Пряме сходження  | Схилення        | Спектральний тип |
| ----------------- | ---------------- | --------------- | ---------------- |
| HD 35519          | 05h 26m 54.3176s | +35° 27' 26.181 | K2               |
| NGC 1912 HOAG 2   |                  |                 | B5II-III         |
| NGC 1912 HOAG 3   |                  |                 |                  |
| NGC 1912 HOAG 4   | 05h 28m 35.39s   | +35° 52' 51.2   | A0V              |
| NGC 1912 HOAG 5   | 05h 28m 50.73s   | +35° 46' 47.2   | A0Vn             |
| NGC 1912 HOAG 6   | 05h 28m 10.46s   | +35° 55' 26.0   | A0:V             |
| NGC 1912 HOAG 7   | 05h 28m 34.25s   | +35° 53' 29.7   | A2V              |
| NGC 1912 HOAG 11  |                  |                 |                  |
| NGC 1912 HOAG 19  |                  |                 | K2IIIb           |
| NGC 1912 HOAG 104 |                  |                 | G5III            |
| NGC 1912 SS G2    |                  |                 |                  |
| NGC 1912 HOAG 128 |                  |                 | K0III            |
| NGC 1912 SS G4    |                  |                 | A5:V             |
| NGC 1912 HOAG 153 |                  |                 | K0V              |
| NGC 1912 SS G3    |                  |                 | A3V              |
| NGC 1912 HOAG 160 |                  |                 | K1IV             |
| NGC 1912 HOAG 161 |                  |                 | G5V              |
| NGC 1912 HOAG 171 |                  |                 | G7IV             |
| NGC 1912 HOAG 172 |                  |                 |                  |

### Сусіди по небу з каталогу Мессьє
- М36 — (в парі градусів на південний схід) яскравіше, але бідне зірками скупчення;
- М37 — (ще далі на південний схід) третє яскраве скупчення Візничого;
- М45 — «Плеяди» (на південний захід в сузір'ї Тельця);
- М1 — (на південь, у сузір'ї Тельця) знаменита «Крабоподібна» туманність;
- М35 — (на південний схід, в сузір'ї Близнюків) яскраве розсіяне скупчення;

### Послідовність спостереження в «Марафоні Мессьє»
… М45 → М1 →М38 → М36 → М37 …

## Навігатори
Координати:  05г 28м 42с, +35° 51′ 18″